# Luis Antonio Rojas
Luis Antonio Rojas (Aguascalientes, 1993) es un fotoperiodista mexicano. Egresado del Centro Internacional de Fotografía de la ciudad de Nueva York. En 2019 fue elegido por la Revista PDN (Photo District News) entre sus 30 fotógrafos emergentes. Fue ganador en 2019 de la beca anual que otorga la National Geographic Society.
Ha publicado en The New York Times, The Washington Post, The New Yorker, The Guardian, Bloomberg, entre otros. En 2021 fue premiado por POY Latam con el 3.º lugar como Fotógrafo Iberoamericano del Año y 2.º lugar en la categoría de Noticias/Serie.
En 2020 fue seleccionado para el World Press Photo 6x6 Talent Program.

## Reseña biográfica
Se tituló en Ingeniería Civil por la Universidad Iberoamericana, donde comenzó a fotografiar la fractura urbana derivada de la construcción del megaproyecto de Santa Fe en la Ciudad de México, lo que conllevó a su primera publicación en The New York Times. Desde entonces ejerce el fotoperiodismo. 

## Distinciones
- Primer lugar en la Primera Bienal de Fotoperiodismo de Sinaloa (2018).[12]
- 30 fotógrafos emergentes por la Revista Photo District News (2019).
- Beca National Geographic Society (2019).
- 3.º lugar como Fotógrafo Iberoamericano del Año por POY Latam (2021).
- 2.º lugar en la categoría de Noticias/Serie por POY Latam (2021).